# Интернациональный (Тульская область)
Интернациональный — поселок в Киреевском районе Тульской области в составе Бородинского сельского поселения.

## География
Находится в центральной части Тульской области на расстоянии приблизительно 13 км на север-северо-запад по прямой от города Киреевск, административного центра района.

## История
Отмечен был уже только на карте 1989 года.

## Население
Постоянное население составляло 83 человека (русские 93 %) в 2002 году, 80 в 2010.